# Пелцер (Південна Кароліна)
Пелцер (англ. Pelzer) — місто (англ. town) в США, в окрузі Андерсон штату Південна Кароліна. Населення — 1344 особи (2020).

## Географія
Пелцер розташований за координатами 34°38′31″ пн. ш. 82°27′41″ зх. д. / 34.64194° пн. ш. 82.46139° зх. д. (34.641892, -82.461400).  За даними Бюро перепису населення США в 2010 році місто мало площу 0,49 км², з яких 0,48 км² — суходіл та 0,01 км² — водойми. В 2017 році площа становила 2,52 км², з яких 2,37 км² — суходіл та 0,15 км² — водойми.

## Демографія
Згідно з переписом 2010 року, у місті мешкало 89 осіб у 33 домогосподарствах у складі 25 родин. Густота населення становила 181 особа/км².  Було 36 помешкань (73/км²).
Расовий склад населення:
| - 94,4 % — білих - 2,2 % — чорних або афроамериканців - 1,1 % — корінних американців |

До двох чи більше рас належало 2,2 %. Частка іспаномовних становила 4,5 % від усіх жителів.
За віковим діапазоном населення розподілялося таким чином: 23,6 % — особи молодші 18 років, 61,8 % — особи у віці 18—64 років, 14,6 % — особи у віці 65 років та старші. Медіана віку мешканця становила 43,5 року. На 100 осіб жіночої статі у місті припадало 97,8 чоловіків;  на 100 жінок у віці від 18 років та старших — 78,9 чоловіків також старших 18 років.
Середній дохід на одне домашнє господарство  становив 48 250 доларів США (медіана — 38 750), а середній дохід на одну сім'ю — 52 914 долари (медіана — 48 125). За межею бідності перебувало 29,3 % осіб, у тому числі 43,5 % дітей у віці до 18 років та 5,9 % осіб у віці 65 років та старших.
Цивільне працевлаштоване населення становило 21 особа. Основні галузі зайнятості: освіта, охорона здоров'я та соціальна допомога — 42,9 %, виробництво — 28,6 %, науковці, спеціалісти, менеджери — 14,3 %, мистецтво, розваги та відпочинок — 9,5 %.